# Smittina pseudoacutirostris
Smittina pseudoacutirostris är en mossdjursart som beskrevs av Gostilovskaya 1957. Smittina pseudoacutirostris ingår i släktet Smittina och familjen Smittinidae. Inga underarter finns listade i Catalogue of Life.